# 생물학적 동등성
생물학적 동등성 시험(bioequivalence test, 생동성 시험)은 임상시험센터에서 실시하는 임상시험의 일종으로, 기존에 시판되고 있는 오리지널약의 특허가 만료된 이후, 오리지널약의 알려진 화학식과 동일한 복제약(generic)을 만들어낸 제약회사에서 오리지널약과 복제약이 생물학적으로 동등한지 확인하기 위해 시행하는 시험이다. (여기에는 화학적으로 동일한 오리지널약과 복제약을 사람에게 투약했을 때 체내의 약물 농도의 변화가 비슷하게 나타난다면 두 약물의 효능이 비슷할 것이라는 가정이 필요하다.) 주로 만 19세 이상 50살 이하의 건강한 사람들을 대상으로 한다. "생물학적 동등성 실험" 혹은 "생동성 실험"은 잘못된 표현으로, "생물학적 동등성 시험" 혹은 "생동성 시험"이 올바른 표현이다.

## 사전 검사
시험대상자를 선정하기 위해 종합적인 건강검진이 실시되며 해당 시험에 참가하기에 적합한지 부적합한지의 여부를 결정한다. 건강검진을 통해 해당 시험에 참가하는 것이 적합하다고 판단되는 인원만 피험자가 되어 생물학적 동등성 시험에 참가할 수 있다.

## 시험대상자
생물학적 동등성 시험의 대상자는 시험기간 동안 임상시험센터에서 정해주는 규칙을 따라야 한다. 특정음식을 먹지 않는다거나 경우에 따라서는 햇빛에 노출되지 말아야 하는 경우도 있다. 생물학적 동등성 시험에 참여하는 피험자는 정해진 기간 중에 술과 담배는 금지되며, 입원기간 중에 음식물은 지참할 수 없다. 생물학적 동등성 시험에 참여하기 위해서는 최근 6개월 이내에 다른 생물학적 동등성 시험을 비롯한 임상시험에 참여한 적이 없어야 한다.

## 채혈
생물학적 동등성 시험은 채혈한 혈액을 통해서 혈중 약물 농도의 변화를 확인하고 이상반응을 확인한다. 생물학적 동등성 시험 중에 채취하는 혈액의 총량은 헌혈 1회에 추출하는 혈액의 양을 넘기지 않는다.

## 추적 관찰
생물학적 동등성 시험에 참여한 피험자는 퇴원한 이후, 생물학적 동등성 시험의 종료를 결정하기 위한 신체검진을 위해 일정기간 동안 추적 관찰을 하게 된다. 이 기간 동안 추적 관찰을 통해 이상반응이 확인되지 않으면 생물학적 동등성 시험은 종료되며, 이후 피험자에게 사례비가 지급된다. 이상반응이 확인될 경우 이상반응의 증상이 완치 될 때까지 추적관찰이 이루어지게 된다. 이상반응에 대해 치료가 필요한 경우 임상시험센터에서 치료를 지원하게 된다.

## 같이 보기
- 임상시험
- 임상 연구 설계